# Liometopum antiquum
Liometopum antiquum är en myrart som beskrevs av Mayr 1867. Liometopum antiquum ingår i släktet Liometopum och familjen myror. Inga underarter finns listade i Catalogue of Life.